# Thierry Diers
Thierry Diers, né le 20 août 1954 à Dunkerque, est un peintre français.

## Biographie
Thierry Diers est le troisième d'une fratrie de 6 enfants et grandit dans un port pendant les années de la reconstruction d'après-guerre, au milieu d'un bouillonnement et d'une énergie où tout semble possible. Son adolescence est ponctuée de nombreux allers et retours entre la Flandre française et la Flandre flamande. Très tôt il fréquente l'école municipale des beaux-arts de Dunkerque avec le peintre Gérard Hennebert, rencontre Arthur Van Hecke qui l’encourage dans sa démarche de peintre, découvre les sculpteurs Charles Gadenne et Jean Roulland.
Après un parcours scolaire ordinaire et une expérience sportive (natation), il entre enfin dans la formation artistique qu’il recherche à l’institut Saint-Luc de Tournai (Belgique) de 1972 à 1978 (ateliers d'Yvan Theys et de Paul Roland), où il s'initie à la peinture, au design et à l'architecture d'intérieur.
En 1976, il présente sa première exposition en galerie, rue de la Clef à Lille, aux côtés d’Eugène Leroy et d'Eugène Dodeigne.
En juillet 1978, il s'installe à Paris ; à cette époque, ses créations passent de la figuration à un expressionnisme abstrait. Il présente ses travaux dans les Salons parisiens : Salon d'art contemporain de Montrouge, Travaux sur papiers et objet de Villeparisis, Salon des réalités nouvelles, Grands et jeunes d'aujourd'hui. Il rencontre Dany Bloch (ARC), Jacques Guillot (Le Magasin - Grenoble), collabore avec la galerie Le dessin, la galerie Jacob et la galerie Diane Manière. Il est l'un des instigateurs des associations « Matière à » et « Art of Walking » et, en juillet 1993, il participe à la première exposition d'art occidental en Mongolie (National Gallery).
De 1988 à 2004, il met en pratique le concept de « l'artiste entrepreneur » pour établir une relation entre le monde de l'entreprise et la création contemporaine. Il crée et dirige la société Diers Espace Conception. Ses clients sont PSA, BNP, Mulliez, Carat Espace, France Télécom, Radio-France, Vivendi, Eutelsat…[réf. nécessaire]
En 1992, il reçoit le grand prix du design d'environnement Stratégies pour sa réalisation au Mondial de la communication de Genève. Ses expériences et observations donnent naissance à sa série The Hollow Men (2003). À la suite de cette expérience, il se recentre sur son travail de peintre et établit son atelier à Belleville (Paris 20e), quartier mutant au cœur de la création contemporaine.
Il expose en France, en Belgique, en Allemagne, en Irlande et collabore avec la galerie Apicella de Cologne (Allemagne) et la galerie Vanram de Gand (Belgique).
De 2010 à 2017, tout en poursuivant sa création, il fédère collectionneurs et amis pour ouvrir la galerie Duboys à Paris 3e, dont il est le directeur artistique. 
Depuis 2018, il vit et travaille en Charente-Maritime et collabore régulièrement avec la galerie Convergences (Paris 3e).

## Expositions
- 2023 : Maison de la Charente-Maritime, « Silencieux Vacarmes », La Rochelle
- 2021 : Galerie Convergences, « Un temps hors du temps », Paris
- 2020 : Galerie Dominique Fiat, Paris
- 2019 :
  - Drawing Now Art Fair, Paris
  - Galerie Dominique Fiat, « Territoire et architecture », Paris
- 2018 :
  - Beirut Art Fair, Beyrouth
  - Yia Art Fair, Paris
  - Galerie Duboys, Paris
- 2017 : 
  - Université catholique de Lille, « The Hollow Men »
  - Galerie Convergences, Paris
  - Centre d'art sacré, « Passion(s) », Lille
  - Biennale d'Issy, Issy-les-Moulineaux
  - Yia Art Fair, Paris
- 2016 :
  - European Art Fair, Monaco
  - Galerie Duboys « Affirmation bleue », Paris
- 2015 : « Errance d'une écriture », musée Bernard-Boesch, La Baule
- 2010/15 : Galerie Duboys, Paris
- 2006/08 : VanRam Art Galeries, Gand
- 2005 :
  - Private Art Collector, Cork, Irlande
  - Fondation d'entreprise Pernod Ricard, « Open Encounter», Paris
- 2003 :
  - VanRam Art Galeries, Gand
  - Galerie Apicella, Cologne
  - Private Art Collector, Dublin
- 2002 : 
  - Galerie Léonardis/Kriessler, Oberursel
  - Deutsche Bank, Francfort
- 2000 : Galerie Bruno Delarue, Paris
- 1998 : Galerie de la Ferronnerie, Paris
- 1995 : Galerie L'Usine, Bruxelles
- 1994 : 39e Salon d'art contemporain de Montrouge
- 1993 :
  - Salon Découvertes, Grand Palais, Paris
  - « Art of Walking », National Gallery, Ulaanbaatar, Mongolie
- 1992 :
  - Galerie Apicella, Cologne
  - Art Köln, Allemagne
- 1991 :
  - « Telecom 91 », Genève
  - Collection de la BNP, ENSBA, Paris
- 1990 : Collection de l'université libre de Bruxelles (ULB), Bruxelles
- 1989 :
  - Université (ULB), Bruxelles
  - Musée de Gérone, Espagne
- 1987 :
  - Icomos, Paris
  - 32e Salon de Montrouge
  - Galerie Boulakia, Paris. Art Jonction, Nice
- 1986/88 : Galerie Diane Manière, Paris
- 1985 :
  - « Matière à » (intervention/performance), Deuil-la-Barre et « Confluences », Paris
  - BNP, Singapour
- 1984 : 
  - Galerie Jacob, Paris
  - Galerie Le dessin, Paris
- 1983 :
  - « Travaux sur papier », Villeparisis
  - 28e Salon de Montrouge
  - Grands et Jeunes d'aujourd'hui, Paris
  - Galerie Le dessin, Paris
- 1982 :
  - 27e Salon de Montrouge
  - Salon des réalités nouvelles, Grands et Jeunes d'aujourd'hui, Jeune Peinture Jeune Expression, Paris
- 1981 : 26e Salon de Montrouge
- 1979 : L'Arsenal, Gravelines
- 1978 : 
  - Europa-Prijs, Ostende
  - Musée des Beaux-Arts, Dunkerque
- 1976 :
  - Galerie Kappa, Lille
  - Musée des Beaux-Arts de Dunkerque
  - Fondation Septentrion, Bondues

## Collections
- Musée Bernard-Boesch, La Baule[6]
- Sans titre[7], Bnp Paribas, Singapour
- Espace[8], Bnp Paribas, Strasbourg
- Espace[9], Fonds national d’art contemporain, Paris
- L’Arbre de la liberté[10], ULB, Bruxelles
- Sans titre[11], National Gallery, Ulaanbaatar, Mongolie

### Articles
- 1984 : Bernard Zurcher, L'Art vivant, no 2, « L'effet Nymphéas »
- 1987 : Jean-Luc Chalumeau, Opus international, no 104, p. 73
- 1988 : Texte de Daniel Dobbels, Diers 78/88 (édition d. Manière)
- 1988 : Jean-Luc Chalumeau, Opus international, no 111, p. 67
- 1990 : Annie Chevrefils Desbiolles, Art Press, no 149, p. 106
- 1991 : Yves Michaud et Sabine Puget, Collection BNP, Les Années 80
- 1992 : C. Wielhaber, Kölner Stadt-Anzeiger, no 259 (du 5 novembre)
- 2015 : Yves Michaud, « The Hollow Men », Opossum, no 3, p. 11 à 16

### Monographies
- 2000 : Mémoire à venir, textes d’Alin Avila, Maria Besson, Jean Michel Bossini, Daniel Dobbels, Laurent Dominati, Raoul Hébréard, Claude Lévy, Jean-Luc Chalumeau, éditions Yéo  (ISBN 2-912786-04-5)
- 2010 : Alors, cet univers sera l’infini, préface de Céline Navarre, textes d’Alain Daill et Aliette Maisoneuve, édition Archibooks+Sautereau éditeurs  (ISBN 978-2-35733-116-7)
- 2015 : The Hollow Men, préface Nicolas-Xavier Ferrand, textes d'Yves Michaud et Catherine Redelsberger, éditions galerie Duboys  (ISBN 979-10-90829-05-3)